# Spacebring
Spacebring은 2017년에 설립된 한국에 기반을 둔 폴란드의 인터넷 회사이다. 2024년에 현재의 이름으로 바꾸기 전까지 앤카즈(andcards)이라는 이름을 사용했다. Spacebring은 코워킹 스페이스 및 공유오피스를 위한 소프트웨어 기술 Spacebring의 개발사이다. Spacebring은 IT 아레나에서 “피플스 초이스 스타트업”으로 선정되었고, 아시아비트 서울 스타트업 페스티벌 인피니티 챌린지에서 우승하였으며, 글로벌 스타트업 엑스포에서 베스트 데모상을 수상하였다. Spacebring은 서울산업진흥원의 투자 지원 프로그램에 선정되었고, 서울특별시와 서울글로벌스타트업센터의 엑셀러레이팅 프로그램과 정보통신산업진흥원이 주최하는 K-스타트업 그랜드 챌린지에 참여하였다.
또한, 2018년 7월 Spacebring의 주력 제품인 Spacebring를 런칭 완료했으며, 한국산업기술대학교에서 주관하는 창업선도대학 프로그램에 선정되었다. Spacebring은 2018년 8월, 세계적인 엑셀러레이터 Y-Combinator 스타트업 스쿨 어드바이저 트랙에 선정되었으며, 10월에는 태블릿용 디스플레이 기술을 런칭하였다. 2018년 12월에는 인도 코워킹 스페이스 Zoomstart, 한국 복합기 대규모 기업인 신도리코와 MOU 체결을 하였다.